# Mariinskiballet

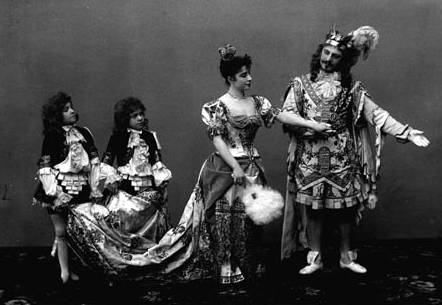
Carlotta Brianza en Paul Gerdt in Doornroosje door het Mariinskitheater in 1890.

Het Mariinskiballet is een balletgezelschap, geaffilieerd met het Mariinskitheater (Russisch: Балет Мариинского театра; Balet Mariinskogo teatra). Het gebouw bevindt zich in Sint-Petersburg en is een van de beroemdste ballethuizen in de geschiedenis. Het gezelschap was tot het begin van de twintigste eeuw het best bekend als het Keizerlijk Ballet. Als een gevolg van de moordaanslag op Sergej Kirov werd het huis omgedoopt tot Kirovballet. Het ballethuis kreeg zijn originele naam terug na de val van het communisme.
Het was voor dit huis dat de choreograaf-balletdanser Marius Petipa essentiële werken van het ballet liet opvoeren, onder meer de herbewerking van Giselle, Het Zwanenmeer, De Notenkraker, Don Quichot en De Schone Slaapster. Ook het meesterwerk van de twintigste eeuw Spartacus werd in dit huis als eerste opgevoerd in 1956.
Als gevolg van de Oktoberrevolutie van 1917 was de balletmeester Agrippina Vaganova vastbesloten om de traditie en de methoden van het Russisch Keizerlijk Ballet voort te zetten. Haar methode legde de fundering voor de verdere ontwikkeling van het klassieke ballet in de wereld.
De choreografieschool van het Mariinskiballet, de Vaganovaschool, vernoemd naar de meest gevierde docent Agrippina Vaganova, bracht vele van de grote dansers ter wereld voort:
- Avdotia Istomina
- Paul Gerdt
- Olga Preobrajenska
- Mathilde Ksjesinska
- Anna Pavlova
- Nina Timofejeva
- Tamara Karsavina
- Olga Spesivtseva
- Vaslav Nijinsky
- George Balanchine
- Lydia Lopokova
- Galina Ulanova
- Marina Semenova
- Joeri Grigorovitsj
- Natalia Makarova
- Rudolf Noerejev
- Joeri Soloviev
- Mikhail Baryshnikov

Hoewel het ballethuis tijdens de Koude Oorlog met het probleem kampte dat sommige dansers weigerden om terug te keren uit westerse landen, maakte het ballethuis een tournee, terwijl andere huizen door de Sovjetautoriteiten naar het Bolsjojtheater in Moskou getransfereerd werden. Op deze manier verloor het huis vele dansers, zoals Ulanova, Semenova, Noerejev en Baryshnikov.
- CiNii: DA16043589
- International Standard Name Identifier: 0000 0001 2322 6369
- Library of Congress Control Number: nr2002015720
- MusicBrainz: 1548546e-7c6a-42d3-bd48-57be824f6a57
- Nationale Bibliotheek van Israël: 987007441499705171
- Système universitaire de documentation: 027515745
- Virtual International Authority File: 151993742